# Cydistomyia duplonotata
Cydistomyia duplonotata är en tvåvingeart som beskrevs av Ricardo 1914. Cydistomyia duplonotata ingår i släktet Cydistomyia och familjen bromsar. Inga underarter finns listade i Catalogue of Life.